# Quarkův dům
Quarkův dům (v anglickém originále The House of Quark) je v pořadí třetí epizoda třetí sezóny seriálu Star Trek: Stanice Deep Space Nine.

## Příběh
Quark zabije náhodou v sebeobraně opilého Klingona jménem Kozak. Aby podpořil obchod a získal respekt zákazníků, lže o jeho smrti a prohlásí, že ho zabil v osobním souboji. Poté ho navštíví údajný Kozakův bratr D'Ghor. Quark je pod jeho nátlakem donucen slíbit, že neprozradí, že Kozakova smrt byla nehoda. Na stanici Deep Space Nine také přiletí Kozakova vdova Grilka, unese Quarka na Qo'noS a pod hrozbou smrti ho přinutí k rituálu brek'tal, takže se Quark stane jejím manželem a hlavou domu. To vše proto, aby uchránila dům před D'Ghorem, který byl s Kozakem ve sporu a chce získat jeho majetek.
Při soudním projednávání před Vysokou radou Klingonské říše sice Quark předloží důkazy, že D'Ghor okrádal Kozakův dům, ale Rada jeho argumenty neuzná. Následně obviní D'Ghor Quarka ze lži a vyzve ho na souboj. Quark ví, že v boji nemá šanci, a vzdá se. D'Ghor ho chce popravit, ale zastaví ho kancléř Gowron, který vidí, že nemá žádnou čest. Rada ho zbavuje cti a Grilka může vést svůj dům i přesto, že nemá manžela. Na Quarkovo přání se oba rozvádějí.
V druhém příběhu se kvůli hrozbě Dominionu stěhují všechny bajorské rodiny ze stanice, což vede k uzavření školy Keiko O'Brienové. Miles O'Brien přesvědčuje svou ženu k účasti na šestiměsíční expedici na Bajor jako vedoucí botaničky.

## Zajímavosti
- Poprvé se v seriálu objeví klingonský kancléř Gowronem známý z Nové generace.
- Znovu je ukázána klingonská Velká síň, která byla poprvé k vidění v epizodě Nové generace „Hříchy otce“.
- Postava Grilky se objeví ještě v epizodě „Kde by lásku nikdo nehledal“.